# Margarethe von Oven
Margarethe von Oven, später Margarethe Gräfin von Hardenberg (* 11. März 1904 in Schöneberg bei Berlin als Margarete Ottilie Alexandrine von Oven; † 5. Februar 1991 in Göttingen), war eine deutsche Widerstandskämpferin gegen das NS-Regime. Sie war als Sekretärin im Bendlerblock Mitwisserin des Attentats vom 20. Juli 1944.

## Herkunft
Ihre Eltern waren der preußische Oberstleutnant und Kommandeur des Leibgarde-Infanterie-Regiments (1. Großherzoglich Hessisches) Nr. 115 Ludolf von Oven und dessen Ehefrau Margarete, geborene von Jordan. Geboren wurde sie in der elterlichen Wohnung in der Habsburgerstraße 12 in Schöneberg. Margarethe von Oven wuchs mit drei Geschwistern auf. Ihr Vater fiel am 22. August 1914 im Ersten Weltkrieg.

## Beruflicher Werdegang
Ab 1920 arbeitete Margarethe von Oven als Sekretärin, um so ihre Familie finanziell zu unterstützen. 1925 erhielt sie eine Stelle im Reichswehrministerium und wurde 1928 für ein halbes Jahr nach Moskau versetzt. Danach arbeitete sie wieder im Berliner Ministerium. 1938 folgte ein Einsatz in Budapest, und 1940 ging sie als Sekretärin des Militärattachés nach Lissabon.

### Zeit des Nationalsozialismus
Später war sie als Sekretärin für Generaloberst Kurt von Hammerstein-Equord und Generaloberst Werner Freiherr von Fritsch im Bendlerblock tätig. Im Sommer 1943 wurde sie von Oberst Henning von Tresckow für sein Büro angefordert. Er setzte volles Vertrauen in sie, weil sie seit Kindheitstagen die beste Freundin seiner Ehefrau Erika war. Durch ihn wurde Margarethe von Oven ebenso wie Erika von Tresckow in die Vorbereitungen des 20. Juli 1944 hineingezogen und zur Mitwisserin. Als Tresckow wieder an die Front ging, wurde Margarethe von Oven, die als Sekretärin im Kommando der Heeresgruppe Mitte arbeitete, seine Nachrichtenübermittlerin für die Berliner Verschwörer. Sie tippte Anordnungen und Verfügungen, die als „Operation Walküre“ den späteren Staatsstreich vorbereiteten. Nicht selten trafen sich Tresckow und Claus Schenk Graf von Stauffenberg im Sommer und Herbst 1943 außerhalb des Bendlerblocks, um die Befehle mit Margarethe von Oven abzusprechen und zu verbessern, so dass ihr die konspirative Absicht keinesfalls verborgen war.
Nach dem Scheitern des Attentats vom 20. Juli 1944 wurde sie für zwei Wochen inhaftiert. Anschließend kehrte sie in ihre Dienststelle zurück. Sie erinnerte sich:

„Es ist eigentlich merkwürdig, dass ich durch den Widerstand, durch den ich doch monatelang gebrandmarkt war, keine Freunde verloren habe. Normalerweise hätte ja ein Teil des Freundeskreises sofort abfallen müssen. Und so ist mir klar geworden, dass es eben kein Zufall war, dass die Freunde, mit denen ich wirklich verbunden war, für mich Verständnis hatten und keinen Stein auf mich warfen. Ob jemand Nazi war oder nicht, das hatte einen inneren Grund.“

### Nach dem Krieg
Nach dem Krieg arbeitete Margarethe von Oven zeitweilig in der Schweiz, anschließend in Deutschland als Sprechstundenhilfe. 1954 wurde sie Mitarbeiterin der Finanzverwaltung der Familie von Hardenberg. 1955 heiratete sie Wilfried Graf von Hardenberg, mit dem sie zunächst in Hardegsen und ab 1965 in Göttingen lebte. Dort starb sie am 5. Februar 1991.

## Ehrungen
Zu Ehren der Widerstandskämpferin Margarethe Gräfin von Hardenberg wurde 2016 in Göttingen am Haus Dahlmannstraße 1 eine Göttinger Gedenktafel enthüllt.